# Drimia cyanelloides
Drimia cyanelloides är en sparrisväxtart som först beskrevs av John Gilbert Baker, och fick sitt nu gällande namn av John Charles Manning och Peter Goldblatt. Drimia cyanelloides ingår i släktet Drimia och familjen sparrisväxter. Inga underarter finns listade i Catalogue of Life.